# Elísabet Benavent
Elísabet Benavent (Gandía, Valencia, 3 de julio de 1984), conocida como Beta Coqueta, es una escritora española de novelas de comedia romántica.
Es la autora de varias novelas en los que destaca la saga En los zapatos de Valeria. Entre todas sus novelas ha vendido más de 5 millones de ejemplares y se posiciona como una de las escritoras más vendidas de la literatura contemporánea española.

## Biografía
Elísabet Benavent es licenciada en Comunicación Audiovisual por la  Universidad Cardenal Herrera CEU de Valencia, tras esa licenciatura se mudó a Madrid donde cursó el máster sobre Comunicación y Arte en la Universidad Complutense de Madrid, lugar donde actualmente reside la escritora. 
Dice que su afición a la escritura surgió a una edad muy temprana, porque su hermana le inculcó el gusto a la lectura, pero no sabe exactamente cómo empezó a escribir, sólo sentía la necesidad de hacerlo. Se la reconoce por el género de  sus novelas romántico-contemporáneas como ella las llama.
Se alzó a la fama con la publicación de su primer libro En los zapatos de Valeria el 3 de enero de 2013 a través de una plataforma digital. Pocos meses después de la autopublicación en Internet, la Editorial Suma publicó la novela como primer libro de la saga "Valeria", que fue continuada por Valeria en el espejo (2013), Valeria en blanco y negro (2013), Valeria al desnudo (2013) y finalmente El diario de Lola (2015), donde narra la historia de Valeria y sus amigas en un viaje de la vida y el amor. La cifra de las ventas de la saga en la actualidad aumenta a más de 1.200.000 ejemplares. La saga ha sido traducida a diferentes idiomas como son el francés, el neerlandés, ruso, turco, húngaro, serbio, croata, eslovaco y en macedonio. Gracias a este éxito, el 8 de mayo de 2020, Netflix estrenó la primera temporada de Valeria, una serie basada en estas novelas, protagonizada por Diana Gómez, Paula Malia, Silma López y Teresa Riott. Tras la gran acogida de la primera temporada, en agosto de 2021 se estrena la segunda, continuando las historias de cada una de las protagonistas.   
Benavent en el año 2014 inició dos series más de novelas, la trilogía Mi elección compuesta por Alguien que no soy (2014), Alguien como tú (2015) y Alguien como yo (2015)  en la que narra la historia de un triángulo amoroso. La segunda es la bilogía Silvia compuesta por Persiguiendo a Silvia y Encontrando a Silvia una trabajadora de una multinacional que al ser abandonada por su pareja inicia una relación con una estrella de rock. 

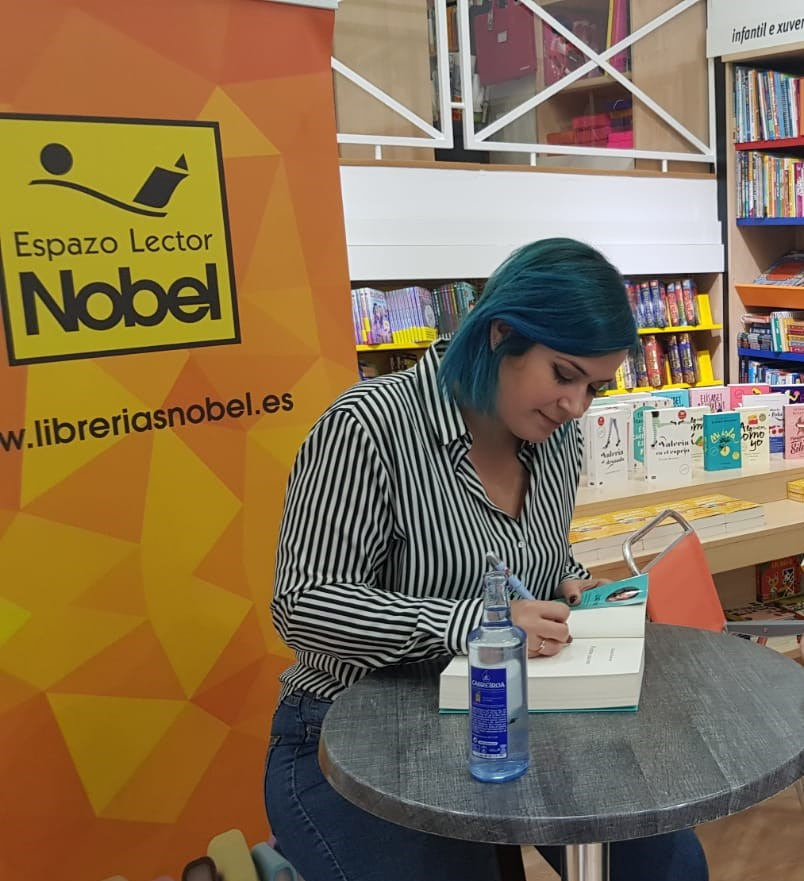
Elísabet Benavent en una firma de libros

En el año 2016 publicó tres novelas; la primera Mi isla, traducida también al catalán, donde la protagonista, que regenta una casa de huéspedes, se enamora. Las otras dos novelas componen la bilogía llamada Horizonte Martina, formada por Martina con vistas al mar y Martina en tierra firme. 
En el año 2017 lanzó otra bilogía llamada Sofía con las novelas La magia de ser Sofía y La magia de ser nosotros. Narrar la historia de una camarera que no busca el amor pero se enamora cuando descubre que la magia solo existe cuando se mira a los ojos. En ese mismo año publicó Este cuaderno es para mí, un libro para utilizar como diario. 
En el año 2018 publicó la bilogía Canciones y Recuerdos, compuesta por Fuimos canciones y Seremos Recuerdos donde habla de los lastres emocionales del pasado a través de su protagonista Macarena. En octubre de 2020 se dio a conocer la adaptación cinematográfica de esta bilogía. Los actores protagonistas que dan vida a esta adaptación son María Valverde interpretando a Macarena y Álex González interpretando a Leo.
En 2019 publicó Toda la verdad de mis mentiras donde habla de las mentiras y la amistad en un grupo de amigos, una despedida de soltera y una autocaravana. En el 2020, Un cuento perfecto, que narra la historia de amor entre el éxito y la duda y de meditar sobre los prejuicios y los juicios. En 2021 Netflix confirma que creará la adaptación visual de esta obra. En abril del 2021 se publica El arte de engañar al karma, una novela donde las mujeres dentro del arte y la belleza dejan de ser musas para ser creadoras .

En 2023 publicó el último libro: "Como (no) escribí nuestra historia" es un libro que sus principales temas sueño la salud mental, la ansiedad, la autoexigencia y el síndrome de la impostora.
La obra trata sobre temas importantes como por ejemplo la salud mental, la ansiedad y el autocuidado, y se refiiere a ellos como aspectos muy importantes, los cuales son presentados como aspectos de gran relevancia. Estas aspectos se ven como los principales desafíos de esta época, que es el siglo XXI. La razón para dar mucha importancia a estos temas es porque las diferentes sociedades no están todas en la misma situación económica y social . Por ejemplo, ser una mujer en Afganistán varía substanciablemente en temas de requisitos, reivindicaciones y amenazas en comparación con aquellas personas que disfrutan de un satisfactorio acceso a sus necesidades básicas y pueden centrarse en cuestiones de mayor abstracción, como la valoración excesiva del pensamiento. Específicamente en el actual contexto en que el consumismo está en el centro de la investigación de una autorrealización y la idea del “yo” perfecto, estas diferencias se hacen todavía más notables. El libro tiene un carácter orientado al entretenimiento, sin embargo, también busca profundizar en la expiración de la realidad que subyace detrás de estas cuestiones.
El libro también aborda la cuestión del síndrome del impostor y se plantea si tiene un impacto mayor en las mujeres. Según la autora, esta sensación de ser un impostor es más frecuente en las mujeres, y ella lo atribuye a factores relacionados con la "testosterona" y la educación. La autora menciona que tiene dos amigos, ambos escritores y músicos, quienes nunca han expresado dudas sobre sus éxitos, lo cual contrasta con la tendencia de las mujeres a sentirse menos seguras. Ella reflexiona sobre como la sociedad tiende a inculcar una mayor carencia de confianza en las mujeres, posiblemente a causa de la influencia de la masculinidad tóxica, que dicta que los hombres no tienen que mostrar vulnerabilidad y tienen que estar seguros de sus acciones. En contraste, a las mujeres se los educa para no destacar, no llamar la atención y no sobresalir.
Elísabet Benavent ha vendido más de 3.000.000 de ejemplares entre todas sus publicaciones.

## Obras

#### En los zapatos de Valeria
- En los zapatos de Valeria (2013)[10]
- Valeria en el espejo (2013)[11]
- Valeria en blanco y negro (2013)[11]
- Valeria al desnudo (2013)[11]
- El diario de Lola (2015, Penguin Random House)[12]

#### Mi elección
- Alguien que no soy (2014, Suma de letras)[13]
- Alguien como tú (2015, Suma de letras)[14]
- Alguien como yo (2015, Suma de letras)[14]
- Tras las huellas de Alba, Hugo y Nico (2016, Suma de letras)

#### Silvia
- Persiguiendo a Silvia (2014, Suma de letras)[15]
- Encontrando a Silvia (2014, Suma de letras)[15]
- Epílogo

#### Horizonte Martina
- Martina con vistas al mar (2016, Suma de letras)[16]
- Martina en tierra firme (2016, Suma de letras)[16]

#### Sofía
- La magia de ser Sofía (2017, Suma)[17]
- La magia de ser nosotros (2017, Suma)[18]

#### Canciones y Recuerdos
- Fuimos canciones (2018, Suma)[19]
- Seremos recuerdos (2018, Suma)[20]

#### Otras novelas
- Mi isla (2017, Debolsillo)[21]
- Toda la verdad de mis mentiras (2019, Suma)[22]
- Un cuento perfecto (2020, Suma)[23]
- El arte de engañar al karma (2021, Suma)[24]
- Todas esas cosas que te diré mañana (2022)[25]
- Como (no) escribí nuestra historia (2023, Suma)[26]
- Esnob (2024, Suma)

#### Otros
- Este cuaderno es para mí (2017, Aguilar)[27]
- Los abrazos lentos (2022, Suma)[28]

## Adaptaciones a la pantalla
1. Valeria: En febrero de 2019, Netflix anunció la adaptación de la saga "En los zapatos de Valeria" en forma de serie de televisión. Protagonizada por Diana Gómez, Paula Malia, Silma López y Teresa Riott fue estrenada el 8 de mayo de 2020. Su segunda temporada se estrenó 13 de agosto de 2021, su tercera temporada el 2 de junio de 2023 y la cuarta y última temporada el 14 de febrero de 2025.
2. Fuimos canciones: En octubre de 2020, Netflix dio luz verde a la producción de una película basada en la bilogía de Canciones y Recuerdos. Protagonizada por Álex González y María Valverde, fue estrenada el 29 de septiembre de 2021.[29]
3. Un cuento perfecto: En octubre de 2022, Netflix comenzó a rodar una miniserie basada en el superventas del mismo título. Protagonizada por Anna Castillo y Álvaro Mel, la miniserie se estrenó el 28 de julio de 2023.